# Fort William Residential School (Ontario)
St. Joseph's Orphanage and Boarding School was van 1870 tot 1968 een rooms-katholiek internaat in Fort William in de Canadese provincie Ontario. Het internaat maakte deel uit van een door de Canadese overheid gesubsidieerd landelijk netwerk van christelijke internaten, die probeerden om inheemse kinderen te scheiden van hun eigen cultuur en religie en te assimileren in de dominante Canadese cultuur.

## Gebouw
Het St. Joseph-internaat had in eerste instantie de oorspronkelijke benaming "The orphan assylum of fort William". Dit internaat was alleen toegankelijk voor studenten die er studeerden en was enkel toegankelijk voor meisjes, alhoewel jongens tot 14 jaar ook toegelaten werden op het internaat. Vanaf de leeftijd van 14 jaar werden ze weggestuurd om de privacy van de meisjes te bewaren. St. Josephs was een internaat, maar werd ook vaak als een weeshuis beschouwd, omdat dat zij veel weeskinderen hebben opgenomen. Daarom werd het ook St.-Joseph orphanage genoemd.

### St. Joseph op het indiaans reservaat aan de Kaministiquia
In 1880 bevond het St. Joseph-internaat zich op een indiaans reservaat net buiten Fort William, aan de kant van de rivier Kaministiquia. Zij werden toen vooral gesubsidieerd door de Canadese regering. De regering wilde namelijk het zogenaamde "indianenprobleem" wegwerken, en subsidieerde dus ook de internaten die zorgde voor het assimileren van de indiaanse bevolking.

#### Infrastructuur van het origineel gebouw
Het eerste originele gebouw werd neergezet op een stenen ondergrond en had verschillende verdiepen die een omtrek hadden van 21 op 13 meter. Doordat het gebouw zo groot was, werd het warm gehouden door twee houtkachels. Kinderen gingen vaak hout zoeken in de omliggende bossen, zodat de houtkachels aangestoken konden worden. Water werd voorzien door de dichtbijgelegen rivier de Kaministiquia.

### Relocatie naar reservaat op Squaw Bay
In 1895 brak er een grote brand uit die ervoor zorgde dat het toenmalige gebouw onbewoonbaar verklaard werd en er dus voor zorgde dat het internaat St. Joseph moest verhuizen.
In 1907 werd het internaat al snel terug opgebouwd op de hoek van Franklin Street. Tussen 1907 en 1951 bevonden er een paar uitbreidingen plaats, waaronder het verkrijgen van hun eigen kerk. St. Joseph had een gemiddeld van 82 studenten tussen 1941 en 1952.

## St. Joseph als deel van de Indian Act
Het doel van de residentiële scholen en internaten was vooral het zogenaamde indianenprobleem oplossen. De regering vond dat de "halfbloedjes" en indianen zich moesten aanpassen aan de maatschappij. Dit werd gedaan aan de hand van lessen, taken en geboden. Maar dit gebeurde ook op andere manieren.

### Achter gesloten deuren
Naast de lessen waren er ook een heel deel maatregelen om de cultuur van de kinderen te onderdrukken. Zo mochten kinderen hun eigen taal niet meer spreken. Zij moesten zich aanpassen aan de religieuze cultuur van de school. In het geval van St. Joseph was dit rooms-katholiek.
De kinderen hun haren werden afgeschoren en werden vaak seksueel en emotioneel misbruikt. Broers en zussen mochten elkaar niet meer zien. Als de kinderen ziek waren, moesten zij hun eigen braaksel opeten en straffen gingen vaak zo ver dat er gebruikgemaakt werd van elektrische schokken.
Deze maatregelen zijn een onderdeel van assimilatie. Assimilatie houdt in deze context in dat de eigen gewoontes en cultuur van de indianen onderdrukt en weggevaagd worden. Zij moeten zich aanpassen aan de dominante cultuur van de katholieken en mogen dus hun eigen taal en geloof niet meer uitoefenen.

## Gevolgen van de residentiële scholen
Een groot aantal kinderen leed aan een identiteitscrisis aangezien zij het gevoel hadden dat ze tot geen enkele cultuur behoorden. Ze hadden niet genoeg contact gehad met de indiaanse cultuur en vonden dat ze niet geschikt genoeg waren om te overleven in de traditionele manier, maar waren ook niet goed genoeg geschoold om in de overheersende cultuur een job te verkrijgen.
Deze groep nam vaak een toevlucht tot alcohol, drugs, etc. en werden snel gemarginaliseerd. Dit resulteerde in een vicieuze cirkel van armoede, drugsgebruik en mishandeling.

## Huidig gebruik
In 1970 werd het internaat afgebroken. Op deze locatie ligt nu de Pope John Paul II Senior Elementary School. Op deze school staat een monument om de kinderen die er gestorven zijn te herdenken.